# Survivor Series (1997)
Survivor Series (1997) foi o 11º evento anual de pay-per-view (PPV) de wrestling profissional promovido pela World Wrestling Federation (WWF, agora WWE). Foi o terceiro e último evento Survivor Series a ser apresentado pelos Karate Fighters da Milton Bradley. O evento ocorreu no domingo, 9 de novembro de 1997, no Molson Centre em Montreal, Quebec, Canadá. O slogan do evento, "Gang Rulz", refere-se aos diversos grupos de wrestling que estavam em rivalidade naquele momento. Sete lutas foram disputadas no card do evento.
O evento principal foi uma luta pelo WWF Championship, na qual Bret Hart defendeu o título contra Shawn Michaels. Foi a última de três lutas pelo WWF Championship entre os dois, que já haviam sido o destaque do Survivor Series 1992 e da WrestleMania XII. Michaels venceu o título de forma controversa quando Vince McMahon ordenou que o árbitro da luta, Earl Hebner, encerrasse a luta enquanto Michaels aplicava o Sharpshooter em Hart, mesmo sem Hart ter desistido. Esse incidente ficou conhecido como o "Montreal Screwjob" e marcou a última aparição de Hart na programação da WWE até 2006. Também foi a última vez que Hart segurou um título na WWE até maio de 2010 e a última vez que foi o destaque de um pay-per-view da WWE até o SummerSlam 2010. Um vídeo promocional foi exibido imediatamente antes da luta entre Hart e Michaels, apresentando o primeiro uso do logotipo "WWF Attitude" com o estilo de rabisco.
O card secundário contou com Stone Cold Steve Austin contra Owen Hart em uma luta pelo WWF Intercontinental Championship, Kane contra Mankind, e quatro lutas do tipo Survivor Series com equipes de quatro lutadores.

## Produção

### Conceito
O Survivor Series é um pay-per-view (PPV) anual temático, produzido todo mês de novembro pela World Wrestling Federation (WWF, agora WWE) desde 1987. Sendo o segundo evento em pay-per-view com maior longevidade da história (atrás apenas da WrestleMania), ele é um dos quatro PPVs originais da promoção, ao lado da WrestleMania, SummerSlam e Royal Rumble, e era considerado um dos "Cinco Grandes" PPVs, juntamente com o King of the Ring. O evento é tradicionalmente caracterizado pelas lutas do tipo Survivor Series, que são lutas de eliminação em equipes, geralmente com times de quatro ou cinco lutadores se enfrentando. O evento de 1997 foi o 11º da cronologia do Survivor Series e estava programado para ocorrer em 9 de novembro de 1997, no Molson Centre em Montreal, Quebec, Canadá.

### Rivalidades
O Survivor Series consistiu em lutas de wrestling profissional envolvendo lutadores que faziam parte de rivalidades e histórias previamente estabelecidas, desenvolvidas no Raw is War — principal programa televisivo da WWF. Os lutadores assumiam os papéis de heróis ou vilões enquanto seguiam uma sequência de acontecimentos que aumentavam a tensão, culminando em uma luta ou série de lutas no evento.
A rivalidade entre Bret Hart e Shawn Michaels começou após Michaels se tornar o desafiante número um ao WWF Championship ao derrotar The Undertaker na primeira luta Hell in a Cell no evento Badd Blood: In Your House. No episódio da noite seguinte do Raw is War, enquanto Michaels, ao lado de seu amigo Hunter Hearst Helmsley, lançava insultos a Vince McMahon na mesa dos comentaristas, Hart apareceu com outros membros da Hart Foundation, chamando Michaels de nada mais do que um degenerado antes de desafiar Triple H para uma luta naquela mesma noite. Hart acabou perdendo por contagem após Michaels aplicar um Sweet Chin Music enquanto ele bloqueava um ataque da guarda-costas de Helmsley, Chyna.
Imediatamente após a luta entre Steve Austin e Owen Hart e antes da luta entre Bret Hart e Shawn Michaels, um vídeo promocional foi exibido com depoimentos de Ahmed Johnson, The Undertaker, Bret Hart, Faarooq, Steve Austin e Shawn Michaels, nos quais falavam sobre seus históricos atléticos e lesões sofridas. O vídeo terminava com Bret Hart dizendo "Tente calçar minhas botas" e, em seguida, com a primeira exibição do logotipo "WWF Attitude" com o efeito de arranhado na tela. Em reprises posteriores do vídeo, a frase de Hart foi substituída por Steve Austin dizendo a mesma coisa: "Tente calçar minhas botas".

## Evento

### Lutas preliminares
A primeira luta foi uma tradicional Survivor Series 4-contra-4 onde The Headbangers (Mosh e Thrasher) e The New Blackjacks (Blackjack Windham e Blackjack Bradshaw) enfrentaram The Godwinns (Henry O. Godwinn e Phineas Godwinn) e The New Age Outlaws (Billy Gunn e Road Dogg). O combate teve eliminações sequenciais, com destaque para a resistência dos Godwinns e a agressividade dos New Age Outlaws. Phineas Godwinn foi o último sobrevivente, garantindo a vitória para sua equipe.
Na sequência, o Team Canada, formado por The British Bulldog, Jim Neidhart, Doug Furnas e Philip Lafon, enfrentou o Team USA, composto por Vader, Goldust, Marc Mero e Steve Blackman. O combate foi intenso, com eliminações de ambos os lados. The British Bulldog foi o último homem da sua equipe eliminando Vader, levando o Team Canada à vitória.
A terceira lutra foi entre a The Truth Commission (The Jackyl, Recon, Sniper e The Interrogator) contra The Disciples of Apocalypse (Crush, Chainz, 8-Ball e Skull) em uma luta Survivor Series 4-contra-4. A luta teve eliminações rápidas, mas The Interrogator foi o último sobrevivente, garantindo a vitória para The Truth Commission.
Em seguida Kane fez a sua estreia em ringue enfrentando Mankind em uma luta individual. Kane dominou o combate com sua força e conseguiu a vitória por pinfall após um Tombstone Piledriver.
Na quinta luta Ken Shamrock, Ahmed Johnson e The Legion of Doom (Hawk e Animal) enfrentaram  a Nation of Domination (Faarooq, Rocky Maivia, Kama Mustafa e D’Lo Brown). A luta contou com momentos de domínio para ambos os lados e interferências. Ken Shamrock foi o último sobrevivente, garantindo a vitória para sua equipe ao derrotar Rocky Maivia por submissão.
Na sequência Stone Cold Steve Austin defendeu o Intercontinental Championship contra Owen Hart em uma luta física. Austin aplicou seu estilo agressivo, enquanto Owen usou velocidade e técnica para tentar controlar a luta. No final, Austin aplicou um Stone Cold Stunner e garantiu a vitória por pinfall.

### Luta principal

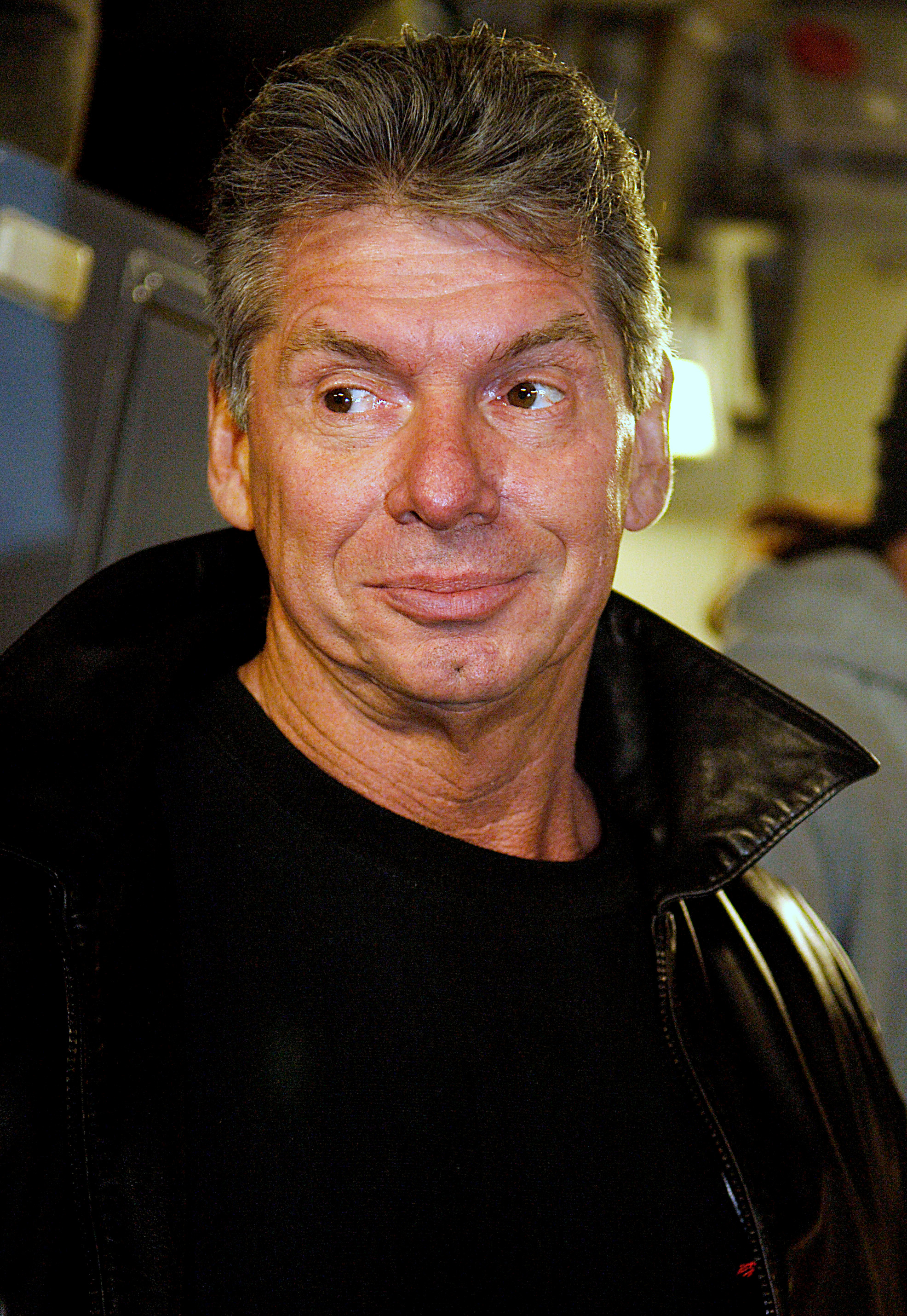
Vince McMahon que manipulou a luta entre Shawn Michaels e Bret Hart, episódio que viria a ser conhecido como Montreal Screwjob.

No evento principal, Shawn Michaels enfrentou Bret Hart pelo WWF Championship. Durante a luta, ambos trocaram golpes e reversões intensas. No final controverso, Michaels aplicou o Sharpshooter em Hart. Mesmo sem desistência, o árbitro Earl Hebner, sob ordens de Vince McMahon, encerrou a luta e declarou Michaels vencedor e o novo Campeão da WWF. Esse momento ficou conhecido como Montreal Screwjob e marcou o fim da passagem de Hart na WWF, dando início ao terceiro reinado de Michaels.

## Recepção
Em 2015, Kevin Pantoja, do 411Mania, deu ao evento uma nota de 6,0 [Média], afirmando: "Logo após o lançamento da WWE Network, assisti a esse show e não gostei. Olhando agora, ele é bem bom. As lutas de Survivor Series, exceto a dos DOA, são todas relativamente divertidas. A nota também sobe um pouco mais por conta do valor histórico aqui. O evento principal, embora não seja um clássico, meio que precisa ser assistido por qualquer fã de wrestling."

## Depois do evento
O final controverso envolvendo Shawn Michaels derrotando Bret Hart por submissão e vencendo o WWF Championship, após Vince McMahon ordenar que o árbitro Earl Hebner tocasse o sino mesmo sem Hart ter desistido, ficou conhecido como o Montreal Screwjob. Hart deixou a World Wrestling Federation (WWF) imediatamente após o incidente e se transferiu para a World Championship Wrestling (WCW) pouco mais de um mês depois, onde eventualmente conquistou duas vezes o WCW World Heavyweight Championship, quatro vezes o WCW United States Heavyweight Championship e uma vez o WCW World Tag Team Championship antes de se aposentar em 2000, após uma concussão grave. Hart retornaria à WWF (agora conhecida como World Wrestling Entertainment ou WWE) em 2010, quando ele e Michaels fizeram as pazes e enterraram o passado relacionado ao Montreal Screwjob, tendo também sido introduzido no WWE Hall of Fame quatro anos antes.
Após o Survivor Series, Shawn Michaels iniciou seu terceiro reinado como Campeão da WWF. Ele entrou em uma rivalidade com Ken Shamrock pelo WWF Championship, que culminou no evento D-Generation X: In Your House, onde Michaels manteve o título após Shamrock vencer por desqualificação ao ser atacado pelos membros da D-Generation X (DX), Triple H e Chyna. Michaels perdeu o WWF Championship para Stone Cold Steve Austin na WrestleMania XIV, antes de se afastar por quatro anos devido a uma lesão nas costas sofrida durante uma luta de caixão contra The Undertaker no Royal Rumble 1998. Ele retornou no SummerSlam 2002.
Após conquistar o Intercontinental Championship, Stone Cold Steve Austin entrou em uma rivalidade com The Rock pelo título, depois que The Rock roubou o cinturão de Austin após um ataque da Nation of Domination no episódio de 17 de novembro do Raw is War. Austin reteve o Intercontinental Championship e recuperou o cinturão ao derrotar The Rock no evento D-Generation X: In Your House. Austin então abdicou do título em favor de The Rock na noite seguinte no Raw is War, com o único objetivo de perseguir o WWF Championship, antes de aplicar um Stone Cold Stunner em The Rock.
As ações de Vince McMahon ao trair Bret Hart e tirá-lo do WWF Championship marcaram o início do personagem Mr. McMahon, o CEO tirânico da WWF. Em 1998, McMahon começou uma rivalidade lendária com Stone Cold Steve Austin.
Os eventos do Montreal Screwjob se repetiram no Survivor Series do ano seguinte, embora de forma roteirizada, quando The Rock aplicou o Sharpshooter em Mankind antes de Mr. McMahon ordenar que o árbitro chamasse o fim da luta, "traindo" Mankind e entregando o então vago WWF Championship para The Rock.

## Resultados
| Nº                                          | Resultados | Estipulações                                           | Tempo |
| ------------------------------------------- | --- | ------------------------------------------------------ | ----- |
| 1                                           | The New Age Outlaws ("Road Dogg" Jesse James e Billy Gunn) e The Godwinns (Henry O. Godwinn e Phineas I. Godwinn) derrotaram The Headbangers (Mosh e Thrasher) e The New Blackjacks (Blackjack Windham e Blackjack Bradshaw) | Luta Survivor Series 4-contra-4 de eliminação1         | 15:25 |
| 2                                           | The Truth Commission (The Jackyl, The Interrogator, Sniper e Recon) derrotaram The Disciples of Apocalypse (Crush, Chainz, 8-Ball e Skull)                                                                                   | Luta Survivor Series 4-contra-4 de eliminação2         | 9:59  |
| 3                                           | Team Canada (The British Bulldog, Jim Neidhart, Doug Furnas e Phil Lafon) derrotaram Team USA (Vader, Goldust, Marc Mero e Steve Blackman) (com Sable)                                                                       | Luta Survivor Series 4-contra-4 de eliminação3         | 17:05 |
| 4                                           | Kane (com Paul Bearer) derrotou Mankind | Luta individual                                        | 9:27  |
| 5                                           | Ken Shamrock, Ahmed Johnson e The Legion Of Doom (Hawk e Animal) derrotaram Nation of Domination (Rocky Maivia, Faarooq, Kama Mustafa e D'Lo Brown)                                                                          | Luta Survivor Series 4-contra-4 de eliminação4         | 20:28 |
| 6                                           | Stone Cold Steve Austin derrotou Owen Hart (c) (com The British Bulldog, Jim Neidhart, Doug Furnas e Phil Lafon) | Luta individual pelo WWF Intercontinental Championship | 4:03  |
| 7                                           | Shawn Michaels derrotou Bret Hart (c) por submissão | Luta individual pelo WWF Championship                  | 19:58 |
| (c) – Refere-se aos campeões antes da luta. | |                                                        |       |

### Eliminações das lutasSurvivor Series
↑1 
| Ordem de eliminação | Lutador                                      | Eliminador por                               | Método                                       | Tempo                                        |
| ------------------- | -------------------------------------------- | -------------------------------------------- | -------------------------------------------- | -------------------------------------------- |
| 1                   | Henry O. Godwinn                             | Blackjack Bradshaw                           | Pinfall                                      | 3:52                                         |
| 2                   | Blackjack Windham                            | Phineas I. Godwinn                           | Pinfall                                      | 5:14                                         |
| 3                   | Mosh                                         | Billy Gunn                                   | Pinfall                                      | 8:42                                         |
| 4                   | Phineas I. Godwinn                           | Thrasher                                     | Pinfall                                      | 12:38                                        |
| 5                   | Blackjack Bradshaw                           | Road Dogg                                    | Pinfall                                      | 13:44                                        |
| 6                   | Thrasher                                     | Billy Gunn                                   | Pinfall                                      | 15:25                                        |
| Sobreviventes:      | The New Age Outlaws (Road Dogg e Billy Gunn) | The New Age Outlaws (Road Dogg e Billy Gunn) | The New Age Outlaws (Road Dogg e Billy Gunn) | The New Age Outlaws (Road Dogg e Billy Gunn) |

↑2 
| Ordem de eliminação | Lutador          | Eliminador por   | Método           | Tempo            |
| ------------------- | ---------------- | ---------------- | ---------------- | ---------------- |
| 1                   | Chainz           | The Interrogator | Pinfall          | 1:18             |
| 2                   | The Jackyl       | 8-Ball           | Pinfall          | 2:50             |
| 3                   | Recon            | Skull            | Pinfall          | 5:18             |
| 4                   | Skull            | Sniper           | Pinfall          | 6:30             |
| 5                   | 8-Ball           | The Interrogator | Pinfall          | 8:50             |
| 6                   | Sniper           | Crush            | Pinfall          | 9:46             |
| 7                   | Crush            | The Interrogator | Pinfall          | 9:59             |
| Sobrevivente:       | The Interrogator | The Interrogator | The Interrogator | The Interrogator |

↑3 
| Ordem de eliminação | Lutador             | Eliminador por      | Método              | Tempo               |
| ------------------- | ------------------- | ------------------- | ------------------- | ------------------- |
| 1                   | Steve Blackman      | N/A                 | Countout            | 5:16                |
| 2                   | Jim Neidhart        | Vader               | Pinfall             | 6:53                |
| 3                   | Phil Lafon          | Vader               | Pinfall             | 8:28                |
| 4                   | Marc Mero           | Doug Furnas         | Pinfall             | 11:18               |
| 5                   | Goldust             | N/A                 | Countout            | 16:26               |
| 6                   | Doug Furnas         | Vader               | Pinfall             | 16:54               |
| 7                   | Vader               | The British Bulldog | Pinfall             | 17:05               |
| Sobrevivente:       | The British Bulldog | The British Bulldog | The British Bulldog | The British Bulldog |

↑4 
| Ordem de eliminação | Lutador       | Eliminador por | Método       | Tempo        |
| ------------------- | ------------- | -------------- | ------------ | ------------ |
| 1                   | Hawk          | Rocky Maivia   | Pinfall      | 2:09         |
| 2                   | Faarooq       | Ahmed Johnson  | Pinfall      | 4:53         |
| 3                   | Ahmed Johnson | Rocky Maivia   | Pinfall      | 6:09         |
| 4                   | Kama Mustafa  | Animal         | Pinfall      | 10:44        |
| 5                   | Animal        | N/A            | Countout     | 14:12        |
| 6                   | D'Lo Brown    | Ken Shamrock   | Submissão    | 16:54        |
| 7                   | Rocky Maivia  | Ken Shamrock   | Submissão    | 20:28        |
| Sobrevivente:       | Ken Shamrock  | Ken Shamrock   | Ken Shamrock | Ken Shamrock |